# Matěj Kovář
Matěj Kovář (Uherské Hradiště, 2000. május 17. –) cseh válogatott labdarúgókapus, a holland PSV Eindhoven játékosa kölcsönben a német Bayer 04 Leverkusen csapatától.

## Pályafutás

### Klubcsapatokban
Kovář az 1. FC Slovácko cseh csapatban kezdte meg karrierjét, de 17 évesen, 2018 januárjában az angol Manchester United csapatába igazolt. Miután nem játszott a Liverpool elleni UEFA Ifjúsági Liga-meccsen, 2018. február 21-én, az Everton elleni utánpótlás-bajnokin mutatkozott be, három nappal később, amelyet a csapat 4–1-re nyert meg. A csapat összes mérkőzésén játszott, kettő kivételével, kiszorította Alex Fojtíčeket a kezdőcsapatból. A következő szezonban is ő volt az első számú kapus, a United 22 mérkőzéséből 17-en játszott. Az UEFA Ifjúsági Ligában hétből hat mérkőzésen ő védett.
A 2019–2020-as szezonban a csapat tizenhét bajnoki meccséből 11-en játszott, mielőtt a Covid19-pandémia miatt elhalasztották az évadot. Ezek mellett ő védett a csapat összes mérkőzésén a 2019–2020-as EFL Trophyban, ahol a harmad-, és negyedosztályú angol klubok felnőtt csapatai ellen játszottak. Teljesítményének köszönhetően a csapat meghosszabbította szerződését, 2019 októberében. Ole Gunnar Solskjær ezt követően a csapat Asztana elleni Európa-liga-mérkőzésére a cserepadra választotta Kovářt, Lee Grant cseréjének, de nem kapott lehetőséget játékra.
A 2020–2021-es szezon előtt Kovář a Swindon Town csapatához igazolt kölcsönbe, de a United fél év után visszahívta. A harmadosztályban töltött ideje alatt 21 mérkőzésen védett.
A 2021–2022-es szezonra nevezték a Manchester United Premier League-keretébe. 2022. január 31-én 2023 júniusáig meghosszabbította szerződését a klubbal, majd a Burton Albion csapatához került kölcsönbe. 2022. szeptember 9-én kölcsönbe került a cseh Sparta Prahához. Másnap a Teplice ellen mutatkozott be a bajnokságban a 2–2-re végződő találkozón. A szezon végén bajnoki címet ünnepelhetett a klubbal, valamint az LFA a 2022–23-as szezon kapusának választotta.
2023. augusztus 15-én négyéves szerződést írt alá a német Bayer 04 Leverkusen csapatával. 2025. július 15-én kölcsönszerződés keretében igazolt a holland PSV Eindhovenhez, vételi opcióval.

### A válogatottban
2024. május 28-án Ivan Hašek meghívta a 2024-es labdarúgó-Európa-bajnokságra utazó válogatott keretbe.

## Statisztika
Frissítve: 2023. május 23.
| Csapat                     | Szezon           | Bajnokság         | Bajnokság | Bajnokság | Kupa | Kupa | Ligakupa | Ligakupa | Egyéb | Egyéb | Összesen | Összesen |
| Csapat                     | Szezon           | Osztály           | Mér.      | Gól       | Mér. | Gól  | Mér.     | Gól      | Mér.  | Gól   | Mér.     | Gól      |
| -------------------------- | ---------------- | ----------------- | --------- | --------- | ---- | ---- | -------- | -------- | ----- | ----- | -------- | -------- |
| Manchester United U21      | 2019–2020        | —                 | —         | —         | —    | —    | —        | —        | 4     | 0     | 4        | 0        |
| Manchester United U21      | 2020–2021        | —                 | —         | —         | —    | —    | —        | —        | 0     | 0     | 0        | 0        |
| Manchester United U21      | 2021–2022        | —                 | —         | —         | —    | —    | —        | —        | 1     | 0     | 1        | 0        |
| Manchester United U21      | Összesen         | Összesen          | 0         | 0         | 0    | 0    | 0        | 0        | 5     | 0     | 5        | 0        |
| Manchester United          | 2020–2021        | Premier League    | 0         | 0         | 0    | 0    | 0        | 0        | 0     | 0     | 0        | 0        |
| Manchester United          | 2021–2022        | Premier League    | 0         | 0         | 0    | 0    | 0        | 0        | 0     | 0     | 0        | 0        |
| Manchester United          | Összesen         | Összesen          | 0         | 0         | 0    | 0    | 0        | 0        | 0     | 0     | 0        | 0        |
| Swindon Town (kölcsönben)  | 2020–2021        | Harmadosztály     | 18        | 0         | 1    | 0    | 1        | 0        | 1     | 0     | 21       | 0        |
| Burton Albion (kölcsönben) | 2021–2022        | Harmadosztály     | 6         | 0         | —    | —    | —        | —        | —     | —     | 6        | 0        |
| Sparta Praha (kölcsönben)  | 2022–2023        | Cseh első osztály | 28        | 0         | 4    | 0    | —        | —        | 0     | 0     | 32       | 0        |
| Karrier összesen           | Karrier összesen | Karrier összesen  | 52        | 0         | 5    | 0    | 1        | 0        | 6     | 0     | 64       | 0        |

1. 1 2 3  A Football League Trophy-ban játszott mérkőzések

## Sikerek, díjak
Sparta Praha
- Cseh bajnok: 2022–2023

Bayer Leverkusen
- Német bajnok: 2023–2024
- Német kupa: 2023–24
- Német szuperkupa: 2024

Egyéni
- Cseh bajnokság – A szezon kapusa: 2022–2023